# Climate of the Past
Climate of the Past ist eine begutachtete wissenschaftliche Fachzeitschrift, die von Copernicus Publications herausgegeben wird. Sie publiziert unter Open Access und veröffentlicht Originäre Forschungsarbeiten, Short Publications und Reviews, die sich mit der Klimageschichte der Erde befassen. Veröffentlicht werden Arbeiten zu allen geologischen Epochen bis hin zur längerfristigen Klimageschichte des 20. Jahrhunderts, während Artikel zur aktuellen und zukünftigen Globalen Erwärmung außerhalb der Bandbreite der Zeitschrift liegen.
Der Impact Factor lag im Jahr 2016 bei 3,543, der fünfjährige Impact Factor bei 4,082. Damit lag die Zeitschrift beim zweijährigen Impact Factor auf Rang 28 von 188 wissenschaftlichen Zeitschriften in der Kategorie „multidisziplinäre Geowissenschaften“ und auf Rang 17 von 85 Zeitschriften in der Kategorie „Meteorologie und Atmosphärenwissenschaften“.